# Elleander Morning
Elleander Morning oder Der Krieg, der nicht stattfand (orig. „Elleander Morning“) ist ein 1984 erschienener Science-Fiction-Roman des US-amerikanischen Schriftstellers Jerry Yulsman. Es ist das Erstlingswerk des Autors.

## Handlung
Wien, Österreich im Jahre 1913: Die junge Elleander Morning erschießt in einem Café einen jungen Kunststudenten namens Adolf Hitler. Die Frau wird wegen Mordes verhaftet und vor Gericht gestellt. Das Gericht verlangt von ihr eine Erklärung für den Mord, aber sie schweigt, worauf sie zum Tode verurteilt und später hingerichtet wird.
1983: Lesley Baumann, die Enkelin der Elleander Morning, will herausfinden, warum ihre Großmutter den jungen Kunststudenten erschossen hat, und beginnt Nachforschungen anzustellen. Bei der Suche nach der Wahrheit findet sie zwei seltsame Ausgaben des Magazins „Time Life“. Das Merkwürdige an den Zeitschriften ist, dass sie detailliert den Zweiten Weltkrieg beschreiben. Doch es hat nie einen derartigen Krieg gegeben. Hat Elleander Morning diesen Krieg verhindert, indem sie Adolf Hitler ermordete?

## Hintergrund
Jerry Yulsman fragte sich, was geschehen wäre, wenn man Adolf Hitler vor seiner Machtübernahme getötet hätte, und beschloss, darüber eine Alternativweltgeschichte zu schreiben.

## Auszeichnungen
Der Roman wurde ein großer Erfolg und wurde mit mehreren Preisen ausgezeichnet, unter anderem mit dem australischen Ditmar Award 1986 und mit dem Kurd-Laßwitz-Preis im Jahre 1987 als bester Science-Fiction-Roman des Jahres.